# Anastasia Nabokina
Anastasia (Anastasija) Nabokina, ros. Анастасия Набокина (ur. 14 lutego 1971 w Moskwie) – rosyjska tancerka klasyczna i współczesna. W latach 2003–2010 pierwsza solistka baletu Teatru Wielkiego – Opery Narodowej. Kulturoznawczyni, krytyczka sztuki, teoretyczka tańca, tłumaczka z języka rosyjskiego.
Naukę tańca rozpoczęła w 1981 roku w Moskiewskiej Akademii Choreografii. W wieku siedemnastu lat zadebiutowała w roli Lise w Córce źle strzeżonej w wersji choreograficznej Aleksandra Gorskiego na scenie Teatru Bolszoj. Po ukończeniu szkoły w 1990 roku uczestniczyła w tworzeniu Kremlowskiego Teatru Baletu w Moskwie, gdzie jako pierwsza solistka pracowała z wielkimi artystami rosyjskiej sceny Władimirem Wasiljewem, Jekatieriną Maksimową oraz Niną Timofiejewą. W 1993 roku wystąpiła w musicalu Rusłan i Ludmiła.
W poszukiwaniu nowych scenicznych możliwości, w 1996 roku wyjechała do Polski (gdzie założyła rodzinę), by przyjąć angaż w Teatrze Wielkim – Operze Narodowej w Warszawie, gdzie kontynuowała swoją karierę zawodową jako solistka, a od roku 2003 pierwsza solistka. Na równi z partiami repertuaru klasycznego tańczyła w spektaklach choreografów współczesnych, rozbudowując swe zainteresoania o taniec modern oraz interesując się techniką Marthy Graham i José Limóna. Wśród jej ról znalazły się Nikija w Bajaderze w inscenizacji Natalii Makarowej, Solistka w balecie Coś jakby Matsa Eka oraz Odetta-Odylia. Tę ostatnią kreowała współpracując przy realizacji Jeziora łabędziego, którą dla warszawskiego Teatru Wielkiego w 2001 roku przygotował Irek Muchamiedow.
Taniec jej charakteryzował się emocjonalnością oraz czystością techniki i stylu.

## Repertuar
- Jezioro łabędzie jako Odetta-Odylia, chor. Marius Petipa, Lew Iwanow / Irek Muchamiedow
- Bajadera jako Nikija, chor. Marius Petipa / Natalia Makarowa
- Dziadek do orzechów jako Maria, chor. Andriej Pietrow; jako Klara, chor. Andrzej Glegolski
- Giselle jako Giselle, chor. Jean Coralli, Jules Perrot / Marius Petipa
- Kopciuszek jako Kopciuszek, chor. Władimir Wasiljew
- Coś jakby jako Solistka, chor. Mats Ek
- Sylfidy jako Solistka, chor. Michaił Fokin
- Córka źle strzeżona jako Lise, chor. Aleksandr Gorski
- Pas de quatre jako Maria Taglioni, chor. Jules Perrot
- Trzej muszkieterowie jako Konstancja, chor. André Prokovsky
- Postój kawalerii jako Maria, chor. Marius Petipa
- Rusłan i Ludmiła jako Ludmiła i Naina
- Śpiąca królewna jako Księżniczka Florina, chor. Marius Petipa / Jurij Grigorowicz
- Carmen jako Kobieta, chor. Mats Ek
- III Symfonia, partia solowa, chor. Krzysztof Pastor
- Umierający łabędź chor. Michaił Fokin
- Don Kichot - grand pas de deux, jako Kitri, chor. Marius Petipa, Aleksandr Gorski
- Romeo i Julia - pas de deux, chor. Leonid Ławrowski
- Grand pas classique, chor. Victor Gsovsky

## Kariera akademicka
W 2007 roku rozpoczęła studia na Uniwersytecie Jagiellońskim w Krakowie. W 2022 roku obroniła doktorat z dziedziny kulturoznawstwa. Na podstawie dysertacji wydała książkę Pragnienie tańca. Sztuka ruchu w kulturze rosyjskiego srebrnego wieku i jej konteksty psychoanalityczne, Instytut Badań Literackich PAN, Warszawa 2023. W latach 2014-2024 współpracowała z Wydziałem Polonistyki UJ i prowadziła kurs autorski Analiza tekstu kultury: Taniec . W latach 2011-2015 jako krytyczka sztuki współpracowała z czasopismami „Teatr”, „Obieg”, „Przekrój”.